# Südwestdeutscher Rundfunk GmbH
Юго-Западно-Германское радио (Südwestdeutscher Rundfunk GmbH, до 1933 года — Südwestdeutscher Rundfunkdienst AG) — некоммерческое общество с ограниченной ответственностью (до 1933 года - некоммерческое акционерное общество) существовавшее в 1924-1934 гг. 

## Радиовещательная деятельность компании
Радиокомпания с 31 апреля 1924 до 1 апреля 1934 года вещала по юго-западно-германской программе, звучавшей на средних волнах на волне 470 м.

## Владельцы
Радиокомпания принадлежала:
- (в 1924—1926 гг.) 
  - на 100% - Карлу Шлойснеру;
- (в 1926—1933 гг.)
  - на 51% - Рейхсминистерству почт и министерства народного просвещения земель Пруссия и Гессен
  - на 49% - частным компаниям
- (в 1933—1934 гг.)
  - на 51% - некоммерческому обществу с ограниченной ответственностью «Рейхсрадио»
  - на 49% - министерству народного просвещения земель Пруссия и Гессен.

## Руководство
Руководство радиокомпанией осуществляли:
- (в 1924-1926 гг.)
  - наблюдательный совет, состоявший из представителей частных компаний;
  - правление, состоявшее из директора и интенданта;
- (в 1926-1933 гг.)
  - наблюдательный совет (Aufsichtsrat), состоявший из двух рейхскомиссаров по делам радиовещания рейхсминистерства почт, одного рейхскомиссара рейхсминистерства по делам радиовещания внутренних дел, двух статс-комиссаров по делам радиовещания правительства земли Гессен и одного статс-комиссара по делам радиовещания земли Пруссия;
  - правление (Vorstand), состоявшее из директора и интенданта, утверждавшегося контрольным комитетом;
  - контрольный комитет (Überwachungsausschuß), состоявший из рейхскомиссара по делам радиовещания рейхсминистерства почт, рейхскомиссара рейхсминистерства внутренних дел по делам радиовещания, статс-комиссаров правительств земель Пруссия и Гессен по делам радиовещания;
  - культурный совет (Kulturbeirat), члены которого назначались правительствами земель Пруссия и Гессен по согласованию с имперским министром внутренних дел[2] и не являлись членами наблюдательного совета,
- (в 1933-1934 гг.)
  - статс-комиссар правительства земли Пруссия по делам радиовещания
  - программный совет (Programmbeirat)[3][4], состоявший из 13 членов, 11 из которых назначались правительствами земель Пруссия и Гессен по согласованию с Имперским министром внутренних дел[5], из числа лиц не являющихся членами правительств земель или их служащими, 2 - правительствами земель Пруссия и Гессен из числа своих членов или служащих.
  - общий руководитель.

## Подразделения
- (до 1931 года)
  - Отдел новостей
  - Литературный отдел
- (в 1931-1933 гг.)
  - Административный отдел (Verwaltungsabteilung)
    - Бухгалтерия и касса
    - Рекламная служба
    - Библиотека
    - Регистратура
    - Пресс-служба
    - Служба дикторов (Sprecherdienst)

  - Технический отдел (Technische abteilung)
    - Производственно-технический отдел (Technische Betriebsstelle)

  - Программный отдел (Programmabteilung)
    - Отдел новостей (Akteulle abteilung)
    - Литературный отдел (Literarische abteilung)
    - Музыкальный отдел (Musikabteilung)
      - Симфонический оркестр Франкфуртского радио (Frankfurter Rundfunk-Symphonie-Orchester)
      - Хор

    - Отдел лекций (Vortragsabteilung)

## Активы
Радиокомпании принадлежали:
- Радиодом находился во Франкфурте-на-Майне
- Радиоцентр мощностью 1500 Вт, с позывным в 1923—1933 гг. — «СЮВРАГ» (SÜWRAG), в 1933—1934 гг. — «Франкфурт»[6];
- в 1925-1933 гг. - 6,1% капитала некоммерческого общества с ограниченной ответственностью «Рейхсрадио».

## Финансирование
Радиокомпания финансировалась:
- (в 1922-1925 гг.)
  - за счёт продажи рекламного времени;
- (в 1925-1931 гг.)
  - Имперским министерством почт;
  - в меньшей степени - за счёт продажи рекламного времени;
- (в 1931-1934 гг.)
  - некоммерческим обществом с ограниченной ответственностью «Имперское радио»
    - преимущественно от средств от сбора абонемента со всех владельцев радиоприёмников;
    - на 0,2% - за счёт продажи рекламного времени).
    - в меньшей степени - за счёт продажи другим других радиоорганизациям прав на создание радиоспектаклей по мотивам радиоспектаклей поставленных компанией, издания их на аудионосителях, продажи лицензий на создание по их мотивам других художественных произведений (экранизаций, новеллизаций, театральных адаптаций).

## Правопреемники
Поглощена некоммерческим обществом с ограниченной ответственностью «Рейхсрадио» в 1934 году.  